# Свети Пантелеймон (Панагия)
Вижте пояснителната страница за други значения на Свети Пантелеймон.
„Свети Пантелеймон“ (на гръцки: Αγίου Παντελεήμονα, катаревуса Αγίου Παντελεήμονος) е възрожденска православна църква край село Панагия, в северозападната част на остров Тасос, Гърция.
Църквата е разположена под високи борове на няколко километра северно от Панагия, вляво (западно) от пътя за Лименас.
Над вратата, която е висока 1,75 m има каменна плоча със син кръст. Вградена в стената плоча на западната стена, вляво от входа до северозападния ъгъл също с кръст носи надписа 1877 – годината на изграждане на храма, което става от йеромонаха Панарет. Друга вградена мраморна плоча разказва за дарението на Константинос Кириакидис за интериорната украса и стълбите, водещи до храма.
Строителството на храма отнема доста време и на практика става основно с дарителството на Ватопедския манастир, който отпуска 1000 гроша в 1870 г., 103 в 1872 г. и 102 в 1874 г.
В архитектурно отношение е еднокорабен храм с дървен покрив без трем. Размерите на църквата са 8,3 на 5,44 m, площта е 45,15 m2, а дебелината на стените 0,60 m. Височината от южната страна е 2,5 m, докато при входа е 3 m. Изградена е от големи каменни блокове. Входът е от запад и е издигнат с две стъпки над терена и е равен с височината на наоса. Отвън е правоъгълен, а отвътре има псевдооблекчителна дъга. Вратата е желязна. Осветява се от един северен и два южни прозореца, от които един е в светилището. Подът е от цимент, а таван няма.
Иконостасът, изработен през 1986 г., е дъсчен с две врати и четири царски икони: северна врата с Архангел Гаврил, „Свети Пантелеймон“ (Константинос Зограф от Кавала, 1924), „Света Богородица“, „Исус Христос“, „Свети Йоан Кръстител“, „Свети Димитър“. На втория ред има осемнадесет икони. На южната стена има три прости дървени пейки.
Светилището е по-високо с едно стъпало. Апсидата е полукръгла отвън и стига до земята. Ширината ѝ е 3,30 m, височината 1,6 m и има вентилационен отвор. Протезисът и диакониконът също са полукръгли, а нишата на северната стена е засводена. Покривът е двускатен със скосявания на изток и на запад и е от каменни плочи.
Според местната легенда Свети Пантелеймон пребил до смърт един пияница, който се опитал да открадне нещо от храма.